# Cobia
Cobia é uma comuna romena localizada no distrito de Dâmboviţa, na região de Muntênia. A comuna possui uma área de 62.76 km² e sua população era de 3194 habitantes segundo o censo de 2007.